# Sergia robusta
Sergia robusta är en kräftdjursart som först beskrevs av Sidney Irving Smith 1882.  Sergia robusta ingår i släktet Sergia och familjen Sergestidae. Inga underarter finns listade i Catalogue of Life.